# Liste der brasilianischen Botschafter in Pakistan
Der brasilianische Botschafter residiert in Islamabad.
1948 nahmen die pakistanische und die brasilianische Regierung diplomatische Beziehungen auf.
1951 wurde eine pakistanische Botschaft in Rio de Janeiro eröffnet. Moacyr Ribeiro Briggs residierte bis 19. März 1953 im Metropol Hotel in Karatschi, der Ort wird heute als Parkplatz genutzt. Am 19. März 1953 wurde das Gebäude in der Victoria Road no. 6 (heute Abdullah Haroon Road) in Karatschi bezogen.
Seit 2005 ist der brasilianische Botschafter in Islamabad regelmäßig auch bei den Regierungen in Kabul und seit 2008 auch in Duschanbe akkreditiert.
| Ernannt / Akkreditiert | Name                                         | Bemerkungen                                                                | ernannt von               | akkreditiert bei         | Posten verlassen |
| ---------------------- | -------------------------------------------- | -------------------------------------------------------------------------- | ------------------------- | ------------------------ | ---------------- |
| 17. Sep. 1952          | Moacyr Ribeiro Briggs                        |                                                                            | Getúlio Vargas            | Ghulam Mohammed          | 1. Aug. 1953     |
| 1953                   | José Leal Ferreira Júnior                    | Geschäftsträger                                                            | Getúlio Vargas            | Ghulam Mohammed          | 1954             |
| 6. Juli 1954           | Hugo Manhães Bethlem                         | (* 17. April 1913 in Rio de Janeiro)                                       | João Café Filho           | Ghulam Mohammed          | 30. Aug. 1954    |
| 1954                   | Edipo Santos Maia                            | Geschäftsträger                                                            | João Café Filho           | Ghulam Mohammed          | 1956             |
| 16. März 1958          | José Cochrane de Alencar                     |                                                                            | Juscelino Kubitschek      | Mohammed Ayub Khan       | 24. Sep. 1956    |
| 1956                   | Jorge de Oliveira Maia                       | Geschäftsträger                                                            | Juscelino Kubitschek      | Iskander Mirza           |                  |
| 1956                   | Edipo Santos Maia                            | Geschäftsträger                                                            | Juscelino Kubitschek      | Iskander Mirza           | 1958             |
| 12. Feb. 1958          | Ildefonso Falcão                             | (* 1. Mai 1894 in Mendes, Rio de Janeiro)                                  | Juscelino Kubitschek      | Mohammed Ayub Khan       | 5. Juli 1958     |
| 1958                   | Roberto Barthel Rosa                         | Geschäftsträger (* 29. November 1906 in Rio de Janeiro)                    | Juscelino Kubitschek      | Mohammed Ayub Khan       | 1959             |
| 12. Nov. 1958          | Murillo Tasso Fragoso                        | Geschäftsträger                                                            | Juscelino Kubitschek      | Mohammed Ayub Khan       | 4. Apr. 1965     |
| 1965                   | Paulo Valladarse                             | Geschäftsträger                                                            | Humberto Castelo Branco   | Mohammed Ayub Khan       | 1966             |
| 9. Feb. 1966           | Adolpho Justo Bezerra de Menezes             |                                                                            | Humberto Castelo Branco   | Mohammed Ayub Khan       | 14. Juni 1968    |
| 1968                   | Michael Joseph Corbett                       | Geschäftsträger                                                            | Artur da Costa e Silva    | Mohammed Ayub Khan       | 1970             |
| 9. Feb. 1970           | Hygas Chagas Pereira                         |                                                                            | Emílio Garrastazu Médici  | Agha Muhammad Yahya Khan | 19. Nov. 1971    |
| 1971                   | Édipo Santos Maia                            | Geschäftsträger                                                            | Emílio Garrastazu Médici  | Zulfikar Ali Bhutto      | 1972             |
| 6. März 1972           | Quintino Symphoroso Deseta                   |                                                                            | Emílio Garrastazu Médici  | Zulfikar Ali Bhutto      | 31. Dez. 1975    |
| 27. Apr. 1977          | Antônio Carlos Diniz de Andrada              |                                                                            | Ernesto Geisel            | Fazal Ilahi Chaudhry     | 1989             |
| 1990                   | Paulo Dyrceu Pinheiro                        | 1972–1973: Geschäftsträger in Taipeh                                       | Fernando Collor de Mello  | Ghulam Ishaq Khan        | 1996             |
| 10. Apr. 1996          | Abelardo da Costa Arantes Júnior             |                                                                            | Fernando Henrique Cardoso | Faruk Ahmad Khan Leghari |                  |
| 18. März 2004          | Fausto Martha Godoy                          | (* 28. Juni 1945 in Bauru)                                                 | Luiz Inácio Lula da Silva | Pervez Musharraf         |                  |
| 12. Dez. 2007          | Carlos Eduardo Sette Câmara da Fonseca Costa |                                                                            | Luiz Inácio Lula da Silva | Pervez Musharraf         |                  |
| Okt. 2009              | Alfredo Cesar Martinho Leoni                 | (* 15. April 1956 in Bauru) Sohn von Maria Martinho Leoni und Angelo Leoni | Luiz Inácio Lula da Silva | Asif Ali Zardari         |                  |